# GoToMeeting
GoToMeeting — вебсервіс, створений компанією Citrix Online, підрозділом корпорації Citrix Systems, для проведення вебконференцій і віддаленого перегляду робочого стола. Він дозволяє користувачам спілкуватися один з одним через Інтернет в режимі реального часу.

## Нагороди
- 2012  — Edison Award for Best Media/Visual Communication[2]
- 2012  — Internet Telephony Product of the Year[3]
- 2016  — Best Productivity App 2016, Appy Awards[4]
- 2016 і 2017  — Best Collaboration Solution, CODiE Award[5]